# Ordódy Katalin
Ordódy Katalin (eredetileg Bojsza) (Léva, 1918. február 22. – Pozsony, 2000. június 17.) szlovákiai magyar írónő, újságíró, műfordító.

## Élete
Iskoláit szülővárosában és Zselízen végezte. 1938-ban szerzett Pozsonyban tanítói oklevelet.
Volt banktisztviselő az apja által irányított fiókintézetben Zselízen, majd évekig háztartásbeli. Cseh és szlovák szerzők, többek között Alois Kliment, Dobroslav Chrobák, Ján Johanides műveit fordította magyarra. 1964–1972 között A Hét szerkesztőriportere. Az ötvenes évek elején riportokkal, versekkel, lírai jegyzetekkel, elbeszélésekkel jelentkezett, majd regényíróvá fejlődött. Gyermekverseket és ifjúsági elbeszéléseket is írt. A szlovák-magyar együttélést realista módon ábrázolta regényeiben. Foglalkozott a nők társadalmi helyzetével.
Írásait elsősorban az Új Szó, a Szabad Földműves, a Dolgozó Nő és a Fáklya közölte.

## Elismerései
- 1972 Madách-díj
- 1970 és 1975 A Szlovák Irodalmi Alap Díja

## Művei
- 1956 Évi, Pisti, idesüss (verses mesék)
- 1958 Megtalált élet (regény)
- 1961/1982 Nemzedékek (regény)
- 1963 Dunáról fúj a szél (regény)
- 1965 Komárom állta az ostromot. Hét 10/31 (1965. augusztus 1.)
- 1968/1978/1988 Az idegen (regény)
- 1972/1973/1978 A keskenyebb út (regény)
- 1977 Kiküldetés (regény)
- 1979 Kerekes kút (regény)
- 1985 Közjáték Kumadasin (regény)
- 1987 Mediterrán széllel (útirajz)
- 1991 Kulcs és kard (regény)
- Botrány a XXIII. században; Konferencia Központ és Szabadegyetem Alapítvány, Bp., 1992 (Villányi úti könyvek)
- Dóra; Madách-Posonium, Pozsony, 1994